# Hyuna/Diskografie
Diese Diskografie ist eine Übersicht über die musikalischen Werke der südkoreanischen Sängerin Hyuna. Bekannt wurde sie als Mitglied der südkoreanischen Girlgroups 4Minute und Wonder Girls.

## Alben

### EPs
| Jahr | Titel Musiklabel                                | Höchstplatzierung, Gesamtwochen, AuszeichnungChartsChartplatzierungen (Jahr, Titel, Musiklabel, Platzierungen, Wochen, Auszeichnungen, Anmerkungen) | Anmerkungen                                       |
| Jahr | Titel Musiklabel                                | KR | Anmerkungen                                       |
| ---- | ----------------------------------------------- | --- | ------------------------------------------------- |
| 2011 | Bubble Pop! Cube Entertainment, Universal Music | KR7 (12 Wo.)KR | Erstveröffentlichung: 5. Juli 2011                |
| 2012 | Melting Cube Entertainment, Universal Music     | KR5 (11 Wo.)KR | Erstveröffentlichung: 22. Oktober 2012            |
| 2014 | A Talk Cube Entertainment, Universal Music      | KR3 (2 Wo.)KR | Erstveröffentlichung: 28. Juli 2014               |
| 2015 | A+ Cube Entertainment, Universal Music          | KR5 (6 Wo.)KR | Erstveröffentlichung: 21. August 2015             |
| 2016 | A’wesome Cube Entertainment, Universal Music    | KR2 (2 Wo.)KR | Erstveröffentlichung: 1. August 2016              |
| 2017 | Following Cube Entertainment, Universal Music   | KR9 (4 Wo.)KR | Erstveröffentlichung: 29. August 2017             |
| 2021 | I’m Not Cool P Nation, Kakao M                  | KR17 (4 Wo.)KR | Erstveröffentlichung: 28. Januar 2021             |
| 2021 | 1+1=1 P Nation, Kakao M                         | KR13 (4 Wo.)KR | Erstveröffentlichung: 9. September 2021; mit Dawn |
| 2022 | Nabillera P Nation                              | KR14 (1 Wo.)KR | Erstveröffentlichung: 20. Juli 2022               |
| 2024 | Attitude At Area                                | KR23 (2 Wo.)KR | Erstveröffentlichung: 2. Mai 2024                 |

### Single-Alben
| Jahr | Titel Musiklabel             | Höchstplatzierung, Gesamtwochen, AuszeichnungChartsChartplatzierungen (Jahr, Titel, Musiklabel, Platzierungen, Wochen, Auszeichnungen, Anmerkungen) | Anmerkungen                            |
| Jahr | Titel Musiklabel             | KR | Anmerkungen                            |
| ---- | ---------------------------- | --- | -------------------------------------- |
| 2017 | Lip & Hip Cube Entertainment | KR14 (1 Wo.)KR | Erstveröffentlichung: 4. Dezember 2017 |

## Singles
| Jahr | Titel Album                                              | Höchstplatzierung, Gesamtwochen, AuszeichnungChartsChartplatzierungen (Jahr, Titel, Album, Platzierungen, Wochen, Auszeichnungen, Anmerkungen) | Anmerkungen |
| Jahr | Titel Album                                              | KR | Anmerkungen |
| --- | -------------------------------------------------------- | --- | --- |
| 2009 | 2009 First Episode: A New Hero                           | — | Erstveröffentlichung: 2. April 2009 AJ feat. Hyuna                                                                |
| 2009 | Wasteful Tears Hello                                     | — | Erstveröffentlichung: 13. September 2009 Navi feat. Hyuna                                                         |
| 2009 | Bittersweet Attitude                                     | — | Erstveröffentlichung: 18. August 2009 Brave Brothers feat. M, Hyuna, Maboos, Red Roc, Basick                      |
| 2009 | Tomorrow –                                               | — | Erstveröffentlichung: 7. Oktober 2009 als 4Tomorrow (Hyuna, Seungyeon, Uee, Gain)                                 |
| 2009 | Oh Yeah –                                                | — | Erstveröffentlichung: 14. Oktober 2009 MBLAQ feat. Hyuna                                                          |
| 2010 | Change –                                                 | KR2 (14 Wo.)KR | Erstveröffentlichung: 4. Januar 2010 mit Yong Jun-hyung                                                           |
| 2010 | Love Parade –                                            | — | Erstveröffentlichung: 10. Februar 2010 Park Yunhwa feat. Hyuna                                                    |
| 2010 | Outlaw in the Wild (황야의 무법자) E-TRIBE Project Album | KR10 (5 Wo.)KR | Erstveröffentlichung: 16. April 2010 mit Nassum                                                                   |
| 2010 | Faddy Robot Foundation –                                 | — | Erstveröffentlichung: 17. September 2010 mit Outsider, Yong Jun-hyung, Joosuc, Verbal Jint, Ssangchu, Vasco, Zico |
| 2010 | Say You Love Me Together Forever Vol.1                   | KR14 (5 Wo.)KR | Erstveröffentlichung: 10. November 2010 G.NA feat. Hyuna                                                          |
| 2011 | Golden Lady                                              | KR4 (9 Wo.)KR | Erstveröffentlichung: 9. Mai 2011 Lim Jeong-hee feat Hyuna                                                        |
| 2011 | Let It Go                                                | KR19 (8 Wo.)KR | Erstveröffentlichung: 12. Mai 2011 Heo Young-saeng feat. Hyuna                                                    |
| 2011 | A Bitter Day Bubble Pop!                                 | KR10 (6 Wo.)KR | Erstveröffentlichung: 30. Juni 2011 feat. Yong Jun-hyung und G.NA                                                 |
| 2011 | Bubble Pop!                                              | KR4 (11 Wo.)KR | Erstveröffentlichung: 5. Juli 2011                                                                                |
| 2012 | Oppa is Just My Style –                                  | — | Erstveröffentlichung: 14. August 2012 Psy feat. Hyuna                                                             |
| 2012 | Ice Cream Melting                                        | KR1 (12 Wo.)KR | Erstveröffentlichung: 22. Oktober 2012                                                                            |
| 2012 | She is My Girl Sexy, Sweet, Smart & Sentimental          | — | Erstveröffentlichung: 31. Oktober 2012 S4 feat. Hyuna                                                             |
| 2012 | Maker –                                                  | — | Erstveröffentlichung: 7. November 2012 Roh Ji-hoon feat. Hyuna                                                    |
| 2012 | This Person (이사람) –                                   | KR2 (12 Wo.)KR | Erstveröffentlichung: 27. Dezember 2012 als Dazzling RED (Hyuna, Nicole, Hyo-seong, Nana, Hyolyn)                 |
| 2012 | Don’t Hurt –                                             | — | Erstveröffentlichung: 28. Dezember 2012 Eru feat. Hyuna                                                           |
| 2014 | Where You Going Oppa? Rain Effect                        | KR96 (1 Wo.)KR | Erstveröffentlichung: 6. Juni 2014 Rain feat. Hyuna                                                               |
| 2014 | Red (빨개요) A Talk                                      | KR3 (11 Wo.)KR | Erstveröffentlichung: 24. Juli 2014                                                                               |
| 2015 | Roll Deep (잘나가서 그래) A+                             | KR13 (9 Wo.)KR | Erstveröffentlichung: 21. August 2015 mit Jung Ilhoon                                                             |
| 2016 | How’s This? (어때?) A’wesome                             | KR5 (7 Wo.)KR | Erstveröffentlichung: 1. August 2016                                                                              |
| 2017 | Babe (베베) Following                                    | KR13 (15 Wo.)KR | Erstveröffentlichung: 29. August 2017                                                                             |
| 2017 | Lip & Hip –                                              | KR16 (7 Wo.)KR | Erstveröffentlichung: 4. Dezember 2017                                                                            |
| 2018 | Follow Your Dreams (한걸음) –                            | — | Erstveröffentlichung: 17. Juni 2018 United Cube (Hyuna, Jo Kwon, BtoB, CLC, Pentagon, Yoo Seon-ho, (G)I-DLE)      |
| 2018 | Upgrade –                                                | — | Erstveröffentlichung: 17. Juni 2018 United Cube                                                                   |
| 2018 | Young One –                                              | — | Erstveröffentlichung: 17. Juni 2018 United Cube                                                                   |
| 2019 | Flower Shower I’m Not Cool                               | KR54 (5 Wo.)KR | Erstveröffentlichung: 5. November 2019                                                                            |
| 2021 | I’m Not Cool                                             | KR9 (15 Wo.)KR | Erstveröffentlichung: 28. Januar 2021                                                                             |
| 2021 | Ping Pong 1+1=1                                          | KR101 (9 Wo.)KR | Erstveröffentlichung: 9. September 2021 mit Dawn                                                                  |
| 2022 | Nabillera (나빌레라) Nabillera                           | KR146 (2 Wo.)KR | Erstveröffentlichung: 20. Juli 2022                                                                               |
| 2022 | Like Water Show Me the Money 11 Semi Final               | KR114 (2 Wo.)KR | Erstveröffentlichung: 2022 Jambino feat. Hyuna und Loco                                                           |
| 2024 | Q&A Attitude                                             | — | Erstveröffentlichung: 2. Mai 2024                                                                                 |
| Folgende Lieder erschienen nicht als Single, wurden aber durch das Album zum Download und Streaming bereitgestellt und konnten somit eine Platzierung erlangen: |                                                          | | |
| |                                                          | | |
| 2011 | Attention Bubble Pop!                                    | KR127 (2 Wo.)KR | Erstveröffentlichung: 2012                                                                                        |
| 2011 | Downtown Bubble Pop!                                     | KR106 (2 Wo.)KR | Erstveröffentlichung: 2012 feat Jiyoon                                                                            |
| 2011 | Just Follow Bubble Pop!                                  | KR113 (2 Wo.)KR | Erstveröffentlichung: 2012 feat Dok2                                                                              |
| 2012 | Unripe Apple (풋사과) Melting                            | KR70 (1 Wo.)KR | Erstveröffentlichung: 22. Oktober 2012                                                                            |
| 2012 | Straight Up Melting                                      | KR138 (1 Wo.)KR | Charteinstieg: 29. Oktober 2012                                                                                   |
| 2012 | To My Boyfriend (내 남자친구에게) Melting                | KR63 (1 Wo.)KR | Erstveröffentlichung: 22. Oktober 2012                                                                            |
| 2012 | Very Hot Melting                                         | KR77 (3 Wo.)KR | Charteinstieg: 29. Oktober 2012                                                                                   |
| 2013 | I Like Chemistry                                         | KR39 (1 Wo.)KR | Erstveröffentlichung: 1. November 2013 feat. Flowsik                                                              |
| 2014 | Blacklist A Talk                                         | KR70 (1 Wo.)KR | Erstveröffentlichung: 28. Juli 2014 feat. LE                                                                      |
| 2014 | A Talk                                                   | KR90 (2 Wo.)KR | Erstveröffentlichung: 28. Juli 2014                                                                               |
| 2015 | Serene A+                                                | KR97 (2 Wo.)KR | Charteinstieg: 2015                                                                                               |
| 2015 | Ice Ice A+                                               | KR99 (2 Wo.)KR | Charteinstieg: 2015 feat. Yuk Ji-dam                                                                              |
| 2015 | Run & Run A+                                             | KR99 (2 Wo.)KR | Charteinstieg: 2015                                                                                               |
| 2015 | Get Out Of My House A+                                   | KR108 (2 Wo.)KR | Charteinstieg: 2015 feat. Kwon Jung-yeol                                                                          |
| 2016 | U & Me♡ A’wesome                                         | KR99 (2 Wo.)KR | Charteinstieg: 2016                                                                                               |
| 2016 | Do It! A’wesome                                          | KR168 (1 Wo.)KR | Charteinstieg: 2016                                                                                               |
| 2016 | Morning Glory A’wesome                                   | KR126 (2 Wo.)KR | Charteinstieg: 2016                                                                                               |
| 2016 | Freaky A’wesome                                          | KR118 (2 Wo.)KR | Charteinstieg: 2016                                                                                               |
| 2017 | Dart Following                                           | KR89 (2 Wo.)KR | Charteinstieg: 2017                                                                                               |

grau schraffiert: keine Chartdaten aus diesem Jahr verfügbar

## Musikvideos
| Jahr | Titel                           | Regisseur(e)                                |
| ---- | ------------------------------- | ------------------------------------------- |
| 2010 | Change                          | Hong Won-ki (Zanybros)                      |
| 2011 | Bubble Pop!                     | Hong Won-ki (Zanybros)                      |
| 2012 | Oppa Is Just My Style (mit Psy) | Unbekannt                                   |
| 2012 | Ice Cream                       | Hong Won-ki (Zanybros)                      |
| 2013 | Corolla x Hyuna: My Color       | Unbekannt                                   |
| 2014 | Red                             | Hong Won-ki (Zanybros)                      |
| 2015 | Roll Deep                       | Hong Won-ki (Zanybros)                      |
| 2015 | Roll Deep (A+ Original Version) | Hong Won-ki (Zanybros)                      |
| 2015 | Run & Run                       | Hong Won-ki (Zanybros)                      |
| 2016 | How’s This?                     | Hong Won-ki (Zanybros)                      |
| 2016 | Morning Glory                   | Hong Won-ki (Zanybros)                      |
| 2017 | Babe                            | Shin Hee-won                                |
| 2017 | Lip & Hip                       | Choi Yongseok (Lumpens)                     |
| 2019 | Flower Shower                   | Paranoid Paradigm (VM Project Architecture) |
| 2021 | I’m Not Cool                    | Naive Creative Production                   |
| 2021 | Good Girl                       | Paranoid Paradigm (VM Project Architecture) |
| 2021 | Ping Pong                       | Naive Creative Production                   |
| 2022 | Nabillera                       | Woogie Kim (Mother)                         |
| 2023 | Attitude                        | Rigend Film                                 |
| 2024 | Q&A                             | Lee Han-gyeol (Hanbago)                     |

## Statistik

### Chartauswertung
|                     | KR     |
| ------------------- | ------ |
| Nummer-eins-Alben   | KR—KR  |
| Top-10-Alben        | KR6KR  |
| Alben in den Charts | KR11KR |

|                       | KR     |
| --------------------- | ------ |
| Nummer-eins-Singles   | KR1KR  |
| Top-10-Singles        | KR10KR |
| Singles in den Charts | KR39KR |